# Europarlamentari pentru Irlanda 1999-2004
This is a list of the 15 Europarlamentari for Irelanda elected in the Alegeri pentru Parlamentul European 1999.
They served in the 1999 to 2004 sesiunea.

## Constituencies

### Connaught
- Pat Gallagher (subst 2002 Seán Ó Neachtain) (Union for Europe of the Nations)
- John McCartin (Partidul Popular European)
- Dana Rosemary Scallon (Partidul Popular European)

### Dublin
- Niall Andrews (Union for Europe of the Nations)
- Mary Banotti (Partidul Popular European)
- Proinsias De Rossa (Partidul Socialiștilor Europeni)
- Patricia McKenna (Greens/European Free Alliance)

### Leinster
- Nuala Ahern (Greens/European Free Alliance)
- Avril Doyle (Partidul Popular European)
- Jim Fitzsimons (Union for Europe of the Nations)
- Liam Hyland (Union for Europe of the Nations)

### Munster
- Gerard Collins (Union for Europe of the Nations)
- Pat Cox (Partidul European Liberal Democrat și Reformist)
- Brian Crowley (Union for Europe of the Nations)
- John Cushnahan (Partidul Popular European)